# Enrico Ehrhardt
Enrico Ehrhardt (* 4. Dezember 1983 in Leipzig) ist ein deutscher Volleyballspieler.

## Karriere
Ehrhardt begann seine Karriere 1992 beim SV Reudnitz. Von dort wechselte er zum VV Leipzig. 2003 ging der Außenangreifer, der auch einige Turniere im Beachvolleyball bestritten hat, zum damaligen Regionalligisten VC Bad Dürrenberg/Spergau (heute Chemie Volley Mitteldeutschland). Mit dem Verein stieg er erst in die zweite Liga und 2007 schließlich in die Bundesliga auf. 2015 beendete Ehrhardt nach zwölf Jahren beim CV Mitteldeutschland seine Volleyball-Karriere.